# Germain Sanou
Moussa Germain Sanou (* 26. Mai 1992 in Bobo-Dioulasso) ist ein Fußballspieler aus dem westafrikanischen Staat Burkina Faso. Der Torhüter steht seit 2020 beim französischen Hauptstadtverein Paris 13 Atletico unter Vertrag.

## Karriere
Sanou spielte während seiner Kindheit mit anderen Kindern seines Wohnviertels auf den Straßen und war damals bereits Torwart, im Alter von elf Jahren trat er erstmals einem lokalen Klub bei. Mit 15 Jahren kam er an das Centre Saint-Étienne Bobo und verblieb dort die folgenden drei Jahre. Während seiner dortigen Zeit nahm er als Stammtorhüter mit der U-17-Landesauswahl von Burkina Faso an der U-17-Fußball-Weltmeisterschaft 2009 in Nigeria teil und erreichte mit dem Team das Achtelfinale (1:4 gegen Spanien). Anfang 2010 gehörte er zudem zum Aufgebot Burkina Fasos bei der Afrikameisterschaft, kam als Ersatz von Daouda Diakité aber nicht zum Einsatz.
Ein halbes Jahr später erfolgte der Wechsel nach Frankreich in die Nachwuchsabteilung der AS Saint-Étienne. Mit dem Jugendteam erreichte er 2011 das Finale der Coupe Gambardella, in dem man der U-19 des AS Monaco nach Elfmeterschießen unterlag. Sporadisch kam er in der Saison 2010/11 zudem für die B-Mannschaft im Championnat de France Amateur zum Einsatz. Nachdem er bereits 2010 sein erstes A-Länderspiel für Burkina Faso bestritten hatte, kam er 2011 regelmäßig zum Einsatz und wurde von Nationaltrainer Paulo Duarte auch für die Afrikameisterschaft 2012 nominiert.
Anschließend pausierte der Torhüter anderthalb Jahre, ehe er sich im Januar 2014 für sechs Monate dem Viertligisten Jeanne d'Arc de Drancy anschloss. Von 2014 bis 2019 war er für den AS Beauvais aktiv und pausierte dann erneut für eine Spielzeit. Seit dem Sommer 2020 spielt er nun für Paris 13 Atletico in der National 2. Dort konnte er vier Jahre später als Meister der Gruppe B den Aufstieg in die Drittklassigkeit feiern.